# Esteban Tranche
Esteban Tranche (Armunia, León, 1944) es un pintor y escultor español. Su trabajo se enmarca en una figuración de carácter simbólico y composición estructurada, con empleo de colores planos y contrastados. Ha desarrollado un lenguaje plástico propio que articula línea, color y espacio. Su obra ha sido presentada en exposiciones individuales y colectivas en España y en el extranjero, y forma parte de colecciones públicas y privadas. Entre sus trabajos recientes figura la escultura pública La Laguna, instalada en 2022 en Armunia (León) y realizada junto al escultor Amancio González.

## Biografía
Inició su formación artística a los 16 años en la Escuela de Cerámica Francisco Alcántara de Madrid. Posteriormente estudió en la Escuela Massana y en la Escuela Superior de Bellas Artes de San Jorge, en Barcelona (1961-1965). En 1968 amplió su formación en la Academia de Bellas Artes de Venecia con Bruno Saetti y Giuseppe Capogrossi, y asistió a un curso de Emilio Vedova. Ha compaginado la práctica artística con la docencia en centros de enseñanza secundaria y en la Universidad de León. En 2011 participó en el 3.º Festival Qi Baishi en Xiangtan (China), invitado por un acuerdo entre universidades.

## Trayectoria artística
Fue representado por la Galería AELE-Evelyn Botella (Madrid) entre 1982 y 2013, participando en ferias como ARCO (1983, 1987, 1990, 1996, 1999), FIAC (1984, 1988, 1990) y Art Basel (1990). Desde 2011 trabaja con la Galería Ármaga.
Ha realizado exposiciones individuales en ciudades como Madrid, León, Granada, Alicante, Milán, Rosario o Londres. Entre las más recientes destacan:
- Errantes y otras figuraciones, Museo de León (2022).[7]
- Exposición retrospectiva en la Hostería Cuca La Vaina (Castrillo de los Polvazares), homenaje a Rosendo García Ramos “Sendo” (2024).[8]

En el ámbito colectivo, ha participado en itinerancias internacionales como Spanish Art Tomorrow, organizada por el Smithsonian Institution (Estados Unidos, 1980–1983), y Línea, espacio y expresión de la pintura española actual, presentada en Argentina, Brasil, México y República Dominicana (1980-1983) .

## Estilo y recepción crítica

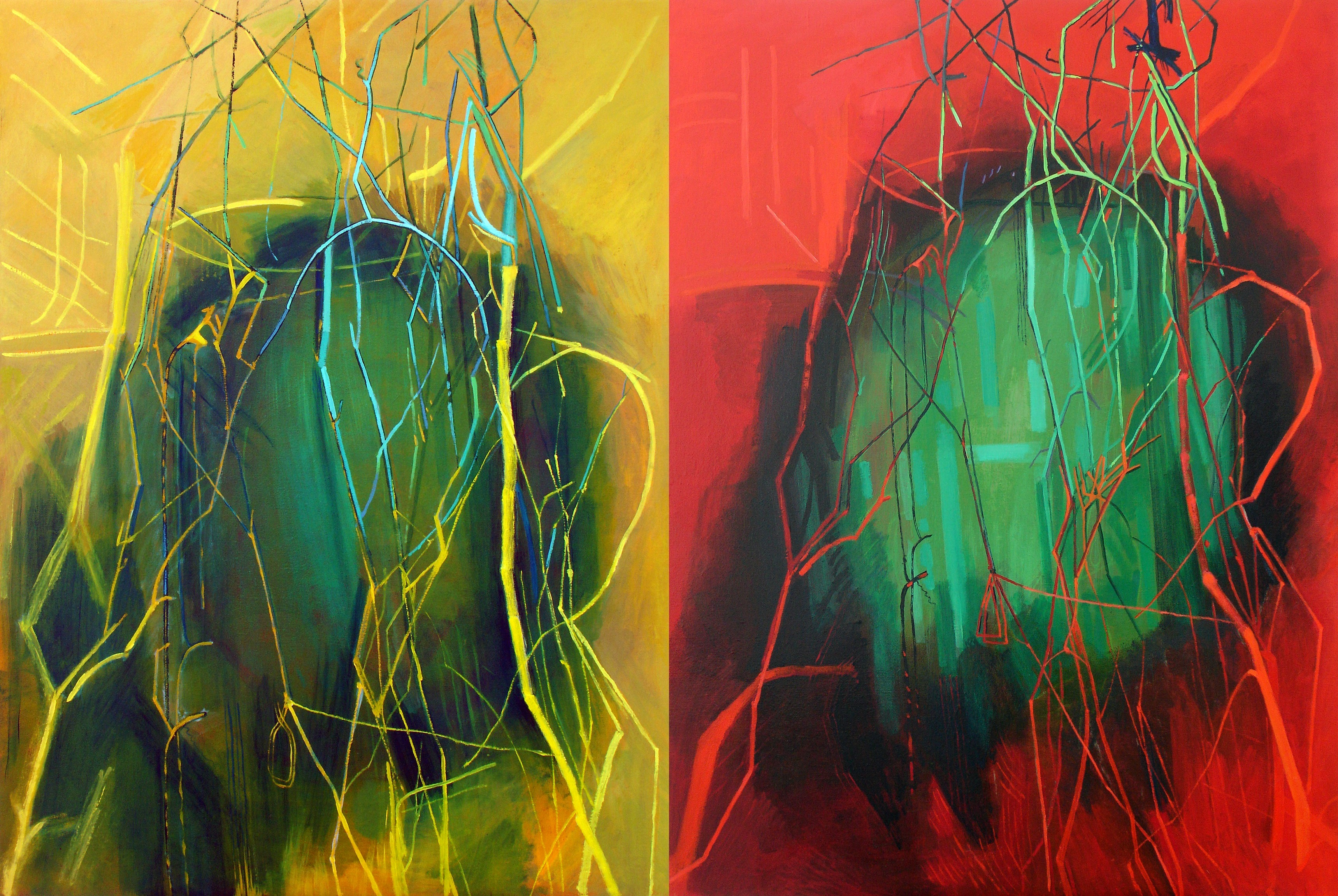
Noche china. Díptico. 2014. Óleo lienzo. 130x194 cms. (Esteban Tranche)

La producción de Esteban Tranche se sitúa en un territorio fronterizo entre la figuración y una cierta abstracción, con preferencia por la sugerencia y la insinuación frente a la representación literal. El propio autor se define como pintor figurativo “que no realista”, interesado en seducir mediante la forma y el color, más que en producir obras “bonitas” o centradas en la técnica.
La crítica ha señalado en su obra un uso estructurado de la composición y una concepción del espacio que combina influencias históricas, como la vidriera gótica o la pintura mozárabe, con planteamientos contemporáneos. Entre los elementos recurrentes se encuentra el empleo de colores planos y vivos, composiciones rígidas y bidimensionalidad en la organización de los planos.
Diversos estudios destacan también su atención a la interacción entre movimiento y estática, la tensión cromática entre figuras y fondo y la traslación al lienzo de la espontaneidad del boceto.

## Obra en colecciones
Sus trabajos forman parte de instituciones como el Museo Nacional Centro de Arte Reina Sofía (Madrid), el Congreso de los Diputados (Madrid), la Biblioteca Nacional de España, el Instituto Leonés de Cultura, la Junta de Castilla y León, el Museo de León, la Caja España, el Museo del Deporte (Lausana, Suiza) o el Museo Internacional de Electrografía (Cuenca), entre otros.

## Obras públicas
- La Laguna, escultura en acero corten instalada en Armunia (León), 2022[4]

## Publicaciones
- Hernando Carrasco, Javier (1988). Esteban Tranche. Enrique M. Fidalgo. ISBN 84-404-1676-8.
- Villaverde, Daniel (1988). Esteban Tranche. Celarayn Editorial. ISBN 84-85378-84-9.
- VV.AA. (1995). Contemplaciones. Esteban Tranche: 1976–1995. Instituto Leonés de Cultura. ISBN 84-89470-10-3.
- VV.AA. (1998). A dos del dosmil. Junta de Castilla y León. ISBN 84-7846-723-8.
- VV.AA. (2022). Errantes y otras figuraciones. Eolas Ediciones. ISBN 978-84-18718-99-1.